# Josef Černý (kolarz)
Josef Černý (ur. 11 maja 1993 w Pradze) – czeski kolarz szosowy.

## Osiągnięcia
Opracowano na podstawie:

2012
- 1. miejsce klasyfikacji górskiej Karpackiego Wyścigu Kurierów

2013
- 1. miejsce w mistrzostwach Czech U23 (jazda indywidualna na czas)
- 1. miejsce w klasyfikacji młodzieżowej Dookoła Mazowsza

2014
- 1. miejsce w Visegrad 4 Bicycle Race Grand Prix Czech Republic

2015
- 1. miejsce w mistrzostwach Czech U23 (jazda indywidualna na czas)
- 2. miejsce w Memoriale Stanisława Szozdy

2017
- 2. miejsce w Visegrad 4 Bicycle Race Grand Prix Hungary
- 3. miejsce w mistrzostwach Czech (jazda indywidualna na czas)
- 2. miejsce w mistrzostwach Czech (start wspólny)
- 1. miejsce w Czech Cycling Tour
  - 1. miejsce na 1. (jazda drużynowa na czas) i 3. etapie
- 3. miejsce w Szlakiem Wielkich Jezior
- 1. miejsce w Okolo Jižních Čech
  - 1. miejsce w klasyfikacji punktowej
- 3. miejsce w Visegrad 4 Bicycle Race Grand Prix Czech Republic

2018
- 3. miejsce w Tour du Loir-et-Cher
- 2. miejsce w Szlakiem Grodów Piastowskich
- 2. miejsce w Paris-Arras
- 3. miejsce w Ronde de l’Oise
- 1. miejsce w mistrzostwach Czech (start wspólny)
- 1. miejsce w mistrzostwach Czech (jazda indywidualna na czas)
- 1. miejsce na 4. etapie Okolo Jižních Čech

2019
- 2. miejsce w mistrzostwach Czech (jazda indywidualna na czas)

2020
- 2. miejsce w Vuelta a Murcia
- 1. miejsce w mistrzostwach Czech (jazda indywidualna na czas)
- 1. miejsce na 19. etapie Giro d’Italia 2020

2021
- 1. miejsce w mistrzostwach Czech (jazda indywidualna na czas)

2022
- 1. miejsce na 5. etapie Settimana Internazionale di Coppi e Bartali
- 1. miejsce w Okolo Slovenska

2023
- 1. miejsce w prologu Tour de Romandie

## Rankingi
| Rok             | 2012 | 2013 | 2014 | 2015 | 2016  | 2017 | 2018 | 2019 | 2020 | 2021 | 2022 | 2023 | 2024  |
| --------------- | ---- | ---- | ---- | ---- | ----- | ---- | ---- | ---- | ---- | ---- | ---- | ---- | ----- |
| World Ranking   |      |      |      |      | 1943. | 170. | 168. | 809. | 117. | 331. | 423. | 865. | 1104. |
| UCI Europe Tour | 820. | 391. | 335. | 846. | 1298. | 60.  | 56.  | 589. | 97.  | 279. | 338. | -    | -     |
|                 |      |      |      |      |       |      |      |      |      |      |      |      |       |
| Źródło: UCI     |      |      |      |      |       |      |      |      |      |      |      |      |       |